# Grötsjön, Dalarna
Grötsjön är en sjö i Älvdalens kommun i Dalarna och ingår i Dalälvens huvudavrinningsområde. Sjön har en area på 0,218 kvadratkilometer och ligger 641,1 meter över havet.

## Delavrinningsområde
Grötsjön ingår i det delavrinningsområde (686062-132264) som SMHI kallar för Vid mätstation Grötsjön. Medelhöjden är 655 meter över havet och ytan är 3,15 kvadratkilometer. Räknas de 81 avrinningsområdena uppströms in blir den ackumulerade arean 564,28 kvadratkilometer. Avrinningsområdets utflöde Dalälven (Österdalälven) mynnar i havet. Avrinningsområdet består mestadels av skog (53 procent) och sankmarker (32 procent). Avrinningsområdet har 0,37 kvadratkilometer vattenytor vilket ger det en sjöprocent på 11,9 procent.